# Rade b. Hohenwestedt
Rade b. Hohenwestedt (niederdeutsch Raad) ist eine Gemeinde. Sie liegt im Kreis Rendsburg-Eckernförde in Schleswig-Holstein. Rade gehört zum Kirchspiel Hohenwestedt.

## Geografie

### Geografische Lage
Rade liegt etwa 19 Kilometer westlich von Neumünster und 32 Kilometer südlich von Rendsburg im Osten des Naturraums Heide-Itzehoer Geest (Haupteinheit Nr. 693) zwischen dem Nindorfer Höhenzug und der Buckener Au. Durch die Gemeinde fließt der Mühlenbach. Die Gemeinde ist Teil des Naturparks Aukrug und geprägt durch sandige Wald- und Ackerflächen. Das Gemeindegebiet besteht hauptsächlich aus feuchten bis moorigen Wiesen.

### Gemeindegliederung
Siedlungsgeografisch werden im Gemeindegebiet zwei Ortsteile differenziert. Neben der namenstiftenden Dorf befindet sich auch die Hofsiedlung Vogelsang als weiterer Wohnplatz im Gemeindegebiet.

### Nachbargemeinden
Unmittelbar angrenzende Gemeindegebiete von Rade sind:
|            | Nindorf                                     | Mörel |
| Tappendorf | Kompassrose, die auf Nachbargemeinden zeigt |       |
|            | Aukrug                                      |       |

## Geschichte
Der Name Rade deutet auf die Rodung von Waldgebiet hin. Die erste urkundliche Erwähnung der im Dorf befindlichen, königlichen Wassermühle  erfolgte 1568, das Dorf selbst wurde jedoch erst 1602 erwähnt.

## Sagen und Gründungsmythen
Nach einer alten Sage fließt durch den im Ort aus einer Quelle entspringenden Spiekerbek zur mitternächtlichen Stunde reines Bier. Überliefert wurde diese Sage durch die bis in die 1980er Jahre in unmittelbarer Nachbarschaft ansässige Gastwirtschaft „Kallies“, in der die Wirtin bei Festen zu Mitternacht mit einem Tablett die Gaststube durch die dem Spiekerbek zugewandten Tür betrat und mit Verweis auf die magische Quelle Freibier verteilte.

## Religion
52 % der Einwohner sind evangelisch, 3 % katholisch. Für die Lutheraner ist die Kirchengemeinde Hohenwestedt mit ihrer Peter-Pauls-Kirche zuständig, für die wenigen Katholiken die Pfarrei St. Ansgar mit Sitz in Rendsburg, deren nächste Filialkirche (Hl. Familie) in Hohenwestedt steht.

## Politik

### Gemeindevertretung
Bei der Kommunalwahl am 14. Mai 2023 wurden insgesamt sieben Sitze vergeben. Diese fielen erneut alle an die Kommunale Wählergemeinschaft Rade b. Hohenwestedt. Die Wahlbeteiligung betrug 64,6 %.

### Wappen
Blasonierung: „Über goldenem, durch einen blauen Wellenbalken abgeteilten Schildfuß in Grün eine silberne Spitze, darin ein rotes Mühlrad mit schwarzer Radnabe. Oben rechts zwei goldene Ähren, oben links ein goldener Pferdekopf.“

## Wirtschaft und Verkehr
Die Wirtschaft in Rade ist von der Urproduktion der Landwirtschaft und der Funktion als Pendlergemeinde geprägt.

## Sehenswürdigkeiten
Die königliche Wassermühle, in der die Bauern der Region auf Geheiß des dänischen Königs über mehrere Jahrhunderte ihr Getreide mahlen mussten, war bis Mitte des 20. Jahrhunderts in Betrieb und wurde zeitweilig sogar zur Stromgewinnung genutzt. Nach Außerbetriebnahme ist die Mechanik ausgebaut und dem Schleswig-Holsteinischen Freilichtmuseum in Molfsee zur Verfügung gestellt worden. Das Bauwerk befindet sich heute im Privatbesitz. Zur Mühle gehörten die drei ortsprägenden Mühlenteiche sowie der früher verbindende Mühlenbach, der zwischenzeitlich umgeleitet und naturnah ausgebaut wurde.